# Goldie Sellers
Goldie Sellers (Winnsboro, 9 de janeiro de 1942 – 28 de março de 2020) foi um jogador profissional de futebol americano.

## Carreira
Goldie Sellers foi campeão da Super Bowl IV jogando pelo Kansas City Chiefs.

## Morte
Morreu no dia 28 de março de 2020, aos 78 anos, em decorrência de um câncer.